# Vernon (Califórnia)
Vernon é uma cidade localizada no estado americano da Califórnia, no condado de Los Angeles. Foi incorporada em 22 de setembro de 1905.

## Geografia
De acordo com o United States Census Bureau, a cidade tem uma área de 13,4 km², onde 12,9 km² estão cobertos por terra e 0,5 km² por água.

### Localidades na vizinhança
O diagrama seguinte representa as localidades num raio de 8 km ao redor de Vernon.

## Demografia
Segundo o censo nacional de 2010, a sua população é de 112 habitantes e sua densidade populacional é de 8,70 hab/km². É a cidade menos populosa do estado da Califórnia. Possui 29 residências, que resulta em uma densidade de 2,25 residências/km².